# Rybno Wielkie
Rybno Wielkie – wieś w Polsce położona w województwie wielkopolskim, w powiecie gnieźnieńskim, w gminie Kiszkowo na trasie zawieszonej linii kolejowej Gniezno-Kłecko-Skoki.
W latach 1975–1998 miejscowość należała administracyjnie do województwa poznańskiego. We wsi znajduje się kaplica grobowa rodziny Lange po 1880 roku oraz dwór z 1 połowy XIX wieku. W miejscowości spędził dzieciństwo Dawid Jung, który opisał Rybno w "Poemacie o mówieniu prawdy". Fragment utworu został nagrodzony w 2009 roku przez Mariana Pankowskiego we wrocławskim Ossolineum. 

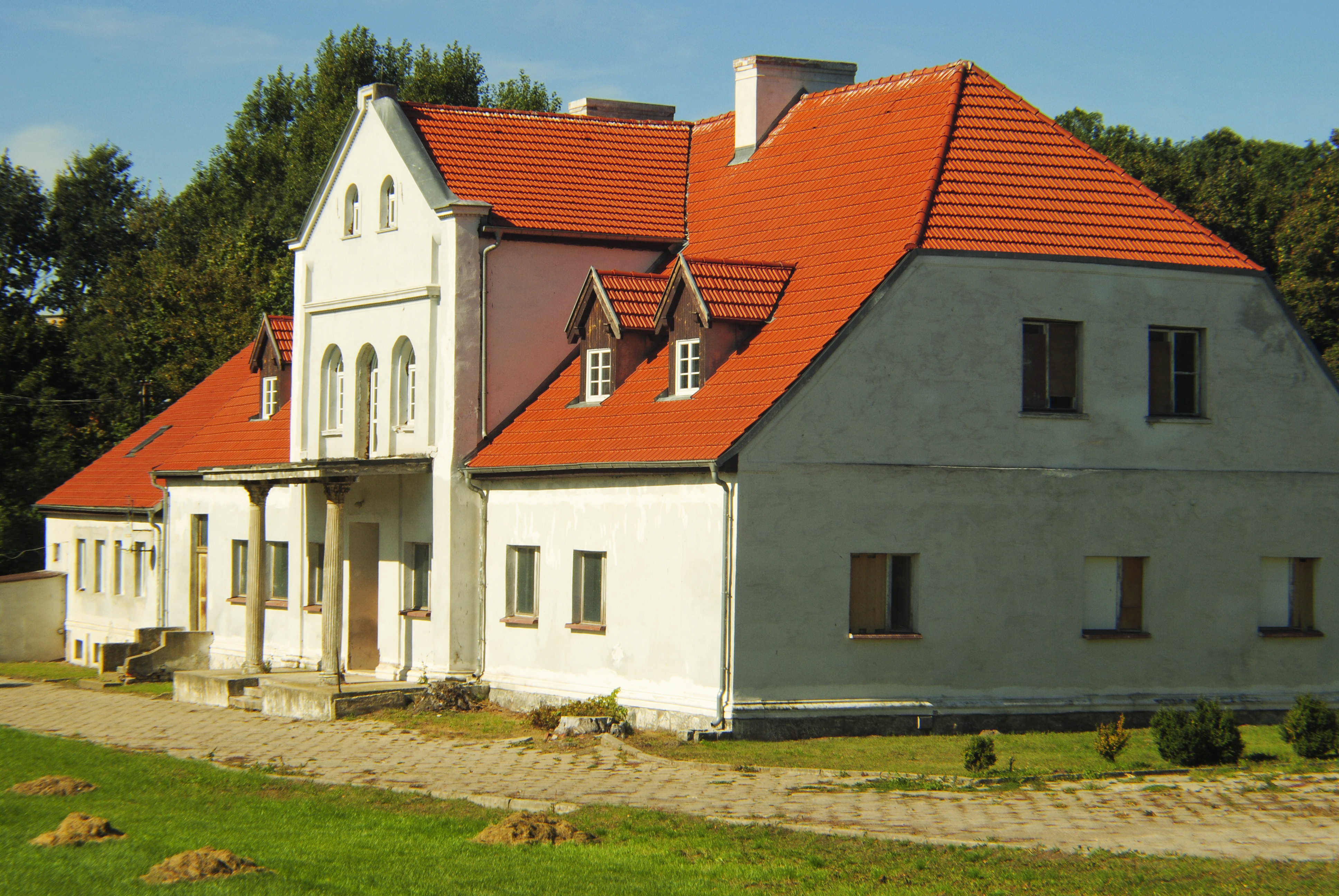
Zabytkowy polski dwór przy ulicy Głównej z przełomu XVIII i XIX wieku (WP/2087/A)

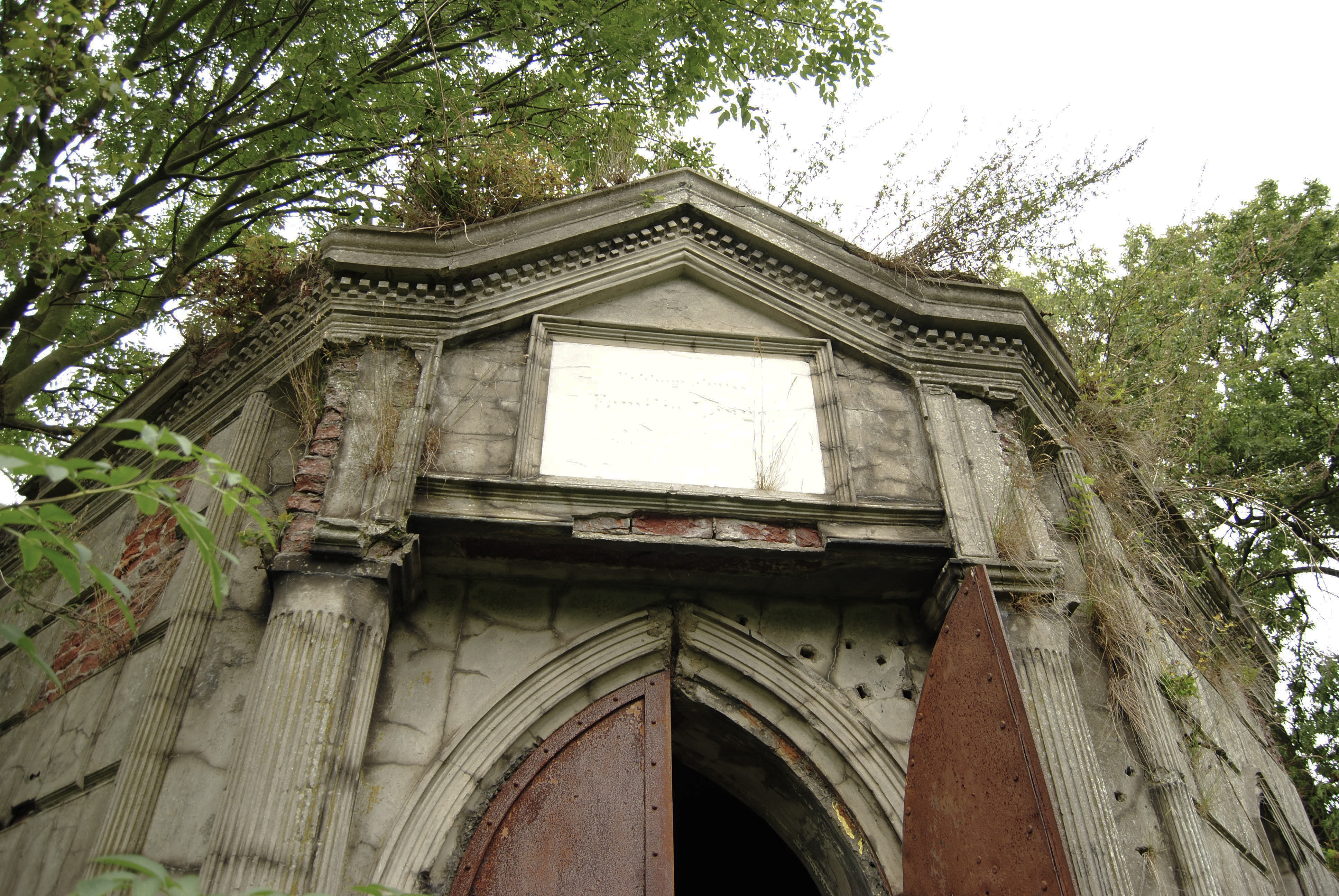
Zabytkowa kaplica rodziny Lange wybudowana po 1880 roku (WP/2638/A)

## Historia
W 1446 roku współwłaścicielem miejscowości był Srzeszek de Rybno. Jego brat, Jan Korzbok de Rybno cztery lata później za 800 grzywien wykupił od Elżbiety, żony Jarosława Szyrpowskiego części Witkowa, Kiszkowa i Rybna. W 1466 roku Strzeszek swoją część Rybna sprzedał Mikołajowi Charbowskiemu, podsędkowi kaliskiemu. Trzy lata później Jan Rybyensky na połowie miasta Kiszkowo i wsi Rybno zapłacił 200 grzywien posagu żonie swej, Jadwidze. W 1472 roku Mikołaj Rybyensky de Rybno, podsędek kaliski, na 1/2 wsi Rybno zapłacił 100 grz. posagu żonie Urszuli. Mikołaj z Rybna, podsędek kaliski zmodernizował w miejscowości folwark. Jan i Mikołaj, dziedzice Rybna i połowy Kiszkowa w 1489 roku zapłacili 20 zł kanonikom kolegiaty św. Mikołaja w Poznaniu. W 1509 roku proboszcz kruszwicki, ks. Jan Rybieński kwitował odbiór 100 grzywien z Rybna odziedziczonych po zmarłem matce, Apolonii. W 1512 roku Mikołaj Rybieński alias Korczbok zapłacił karę, bo nie stanął z pozwu Adama de Rybno, nepota. Od 1517 roku zarządcą, z tytułu dziedziczenia części Rybna przez nieletniego Jana, syna Wojciecha Chrzanowskiego został ks. Jan Charbowski, doktor dekretów, kanonik poznański. Rok później połowę Rybna nabył Bogusz Pierzchliński. W 1519 roku Andrzej Pierzchliński na połowie Rybna płaci posag Jadwidze.
W 1520 roku współdziedzicami Rybna byli Mikołaj Rynarzewski, aktor oraz bracia jego Jan i Stanisław. Około 1523 roku szlachta Rybna składała dziesięcinę snopową probostwu kiszkowskiemu. W 1529 roku Charbowscy za 50 grzywien odsprzedali swoją część Rybna Andrzejowi Pierzchlińskiemu. Również w 1531 roku Anna Charbowska, żona Jana Golamba, obywatela Poznania w towarzystwie doktora medycyny, Mikołaja Dambnickiego, także obywatela Poznania sprzedała Andrzejowi Pierzchlińskiemu swoje prawa do Rybna. W 1532 roku Jan Kruchowski dał zobowiązanie Januszowi Latalskiemu, kasztelanowi gnieźnieńskiemu i staroście inowrocławskiego sprzedać odziedziczone części Rybna po Janie Rybieńskim. Od 1537 roku do dziedzicznych dóbr rybieńskich przystępuje zamożny ród Niemojewskich. W 1568 roku dodatkową część Rybna nabył sędzia bydgoski Jakub Niemojewski od Mikołaja Rybińskiego. W części Rybna Koszutskich, zwanej Rybno Małe przed 1579 rokiem istniał dwór, o który toczył się spór i nastąpiła ugoda między Maciejem a Wojciechem Koszutskimi. W 1626 roku część Rybna nabył Krzysztof z Budzisławia Wysocki, kasztelan brzeski i starosta gnieźnieński za 12000 zł od Andrzeja Niemojewskiego. Od 1632 roku część Rybna Koszutskich nabył Andrzej Gędecki, syn Jakuba. W 1660 roku Rybno przez rok było zastawem za 5000 zł u Krzysztofa Czarneckiego. W 1704 Marcella z Dembian, wdowa po Wojciechu Chrąstowskim, kasztelanie nakielskim podpisała kontakt rocznej dzierżawy Rybna. Od 1728 roku współwłaścicielem miejscowości był Maciej Gorecki. W 1777 roku sędzia ziemski gnieźnieński, dziedzic miasta Kiszkowa i wsi Rybno podpisał ugodę graniczną z Janem Zaydlicem i Zygmuntem Dziembowskim. W 1782 roku odbyło się w Rybnie wesele starosty Aleksandra Moszczyńskiego z Marianną Radzimińską, dziedziczką większej części miejscowości. Świadkował podczaszy Ignacy Moszczyński. W 1793 roku swój dwór w Rybnie mieli także Poklękowscy. W 1800 roku zmarł w Rybnie 37 letni łowczy dworski, Franciszek Poklękowski. W tym czasie ekonomem był Józef Ozdowski. W 1803 roku przebywający w Rybnie biskup cambizopolitański, ks. Franciszek Olędzki zmarł w wieku 73 lat. 
Na początku XIX wieku zaczęli osiedlać się w Rybnie Niemcy, w tym zamożny ród Krügerów, który wybudował na wzgórzu, w kierunku Rybieńca, neorenesansowy dwór wraz z folwarkiem (murowany dom służby, wozownie, spichlerze zbożowe, stajnie i drewniana stodoła). Podupadający zespół dworski w 1986 roku od PRG Rybno odkupił Jacek Jung i wyremontował. Po sprzedaży majątku przez Jungów w 1996 roku dwór Krügerów został przebudowany przez nowych właścicieli i ostatecznie stracił neorenesansowy charakter. Niemcy posiadali w Rybnie cmentarz ewangelicki, po którym obecnie pozostała parcela, starodrzew i resztki nagrobków. W 1874 roku część Rybna nabył od Sawickich za 108000 talarów Henryk Zabłocki. Pozostała część należała do drukarza Langego, budowniczego rodowej kaplicy w Rybnie, który w 1881 roku odsprzedał swój majątek hrabiemu Potworowskiemu z Zielęcina za 660000 marek. W 1896 roku 478 hektarów w Rybnie sprzedał z kolei Henryk Zabłocki Mateckim z Gniezna. Dawny dziedzic Rybna, Zabłocki zmarł w 1905 roku w Poznaniu.
Jak podaje „Słownik geograficzny Królestwa Polskiego i innych krajów słowiańskich”, tom X, Rybno Wielkie dawniej znane było jako Radzimińskie, Radzimskie, Rybinko posiadało w XIX wieku 281 mieszkańców (260 katolików i 21 protestantów). We wsi znajdowała się parowa gorzelnia. Obecnie atrakcjami turystycznymi miejscowości są zachowany dwór, kaplica rodu Lange, kamienny most kolejowy oraz jeziora.